# Mięsień dźwigacz powieki górnej

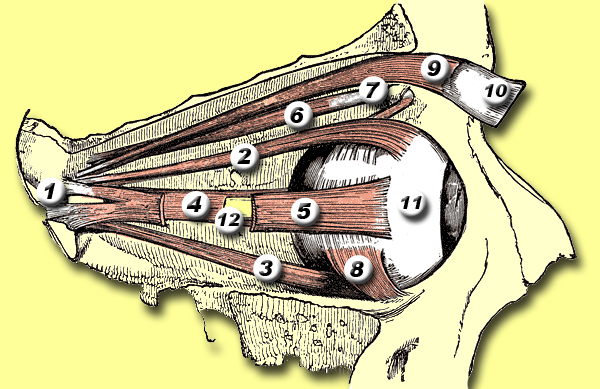
Mięśnie otaczające gałkę oczną. Mięsień dźwigacz powieki górnej oznaczony numerem 9.

Mięsień dźwigacz powieki górnej (łac. musculus levator palpebrae superioris) – w anatomii człowieka jeden z mięśni otaczających gałkę oczną. Jest najwyżej położonym mięśniem z tej grupy, przebiegającym pod stropem oczodołu. Zaczyna się w pierścieniu ścięgnistym wspólnym, w okolicy powierzchni dolnej skrzydła mniejszego kości klinowej, z przodu od kanału wzrokowego. Biegnie do przodu i w okolicy górnego brzegu oczodołu rozdziela się na dwie blaszki ścięgna końcowego. Blaszka powierzchowna (lamina superficialis), przechodząc między mięśniem okrężnym oka a tarczką górną, kończy się w skórze powieki. Blaszka głęboka (lamina profunda), zawierająca także włókna mięśniowe gładkie nazywane mięśniem tarczkowym górnym (musculis tarsalis superior), kończy się na przedniej i górnej powierzchni tarczki górnej.
Główna część mięśnia jest unerwiona przez gałąź górną nerwu okoruchowego (III nerwu czaszkowego), a mięsień tarczkowy górny przez zazwojowe włókna współczulne od zwoju szyjnego górnego. Skurcz mięśnia dźwigacza powieki górnej powoduje ruch powieki ku górze i wytwarza bruzdę powiekową górną. Porażenie objawia się opadaniem powieki (ptozą).